# Findlay (Ohio)
Findlay es una ciudad ubicada en el condado de Hancock en el estado estadounidense de Ohio. En el Censo de 2010 tenía una población de 41202 habitantes y una densidad poblacional de 826,23 personas por km².

## Geografía
Findlay se encuentra ubicada en las coordenadas 41°2′45″N 83°38′15″O / 41.04583, -83.63750. Según la Oficina del Censo de los Estados Unidos, Findlay tiene una superficie total de 49.87 km², de la cual 49.56 km² corresponden a tierra firme y (0.62%) 0.31 km² es agua.

## Demografía
Según el censo de 2010, había 41202 personas residiendo en Findlay. La densidad de población era de 826,23 hab./km². De los 41202 habitantes, Findlay estaba compuesto por el 91.22% blancos, el 2.15% eran afroamericanos, el 0.3% eran amerindios, el 2.49% eran asiáticos, el 0.01% eran isleños del Pacífico, el 1.74% eran de otras razas y el 2.09% pertenecían a dos o más razas. Del total de la población el 5.67% eran hispanos o latinos de cualquier raza.